# Thập niên 880
Thập niên 880 hay thập kỷ 880 chỉ đến những năm từ 880 đến 889.